# Ледоход (фильм)
«Ледохо́д» (эст. Jääminek) — советский художественный фильм, снятый режиссёром Кальё Кийском на киностудии «Таллинфильм» в 1962 году.

## Сюжет
Две рыбачьи семьи живут на маленьком эстонском островке. Они всегда держали зло друг на друга. Их упрямство по отношению к немецким оккупантам приводит к печальным событиям, в которых умереть лучше, чем остаться в живых. Поскольку избежать общественного порицания больше было невозможно, давним врагам приходится искупать свои поступки.

## В главных ролях
- Хуго Лаур — Лаас Лаутрикиви
- Сирье Арби — Линда Лаутрикиви
- Хеленд Пеэп — Антс Лаутрикиви
- Каарел Карм — Тынис Йыгель
- Катрин Вяльбе — Матрис Йыгель
- Арви Халлик — Пеэтер Йыгель
- Рудольф Нууде — Арво
- Оскар Лийганд — Мадис
- Хильда Соопер — жена Мадиса
- Андрес Сярев — Вихвелин
- Харий Лиепиньш — Гризенау
- Бруно Сицс — Карл
- Валентинс Скулме — Хаске

## Создание фильма
Интервью с Кальё Кийском:

Съёмки проходили на острове Манилайд. С погодой были проблемы. Для съёмок потребовались три месяца снега и замёрзшее море (более трети натурных съёмок), но зима была тёплой, и море никак не замерзало. Съёмки всё ещё проходили на открытом воздухе, но сцена, когда Линда хватает немецкого офицера Гризенау, который её оскорблял, и утягивает его под воду вместе с собой, снималась в бассейне Ярваканди.

Для съёмок на Манилайде построили ветряную мельницу и качели, и ничего больше. В массовых сценах участвовали местные рыбаки. Новшеством было то, что павильоны были заброшены, и съёмки проходили под открытым небом. Это создавало для съёмочной группы сложные условия, но шло на пользу работе.— Калласте, Р. «Ледоход» выходит на экраны: интервью с режиссёром Кальё Кийском. Газета Rahva Hääl, 15 июля 1962

## Критика
Кинокритиками того времени фильм был оценён в основном негативно:

Сценарий неровно раскрыт режиссёром, мир мыслей Линды остаётся неясным. Фильм не может быть оценен как художественное целое. Враг — это лишь общая истина. Преобладание внешнего и иллюстративного обуславливает также чрезмерную преувеличенность стиля фильма, избитые театральные приёмы, призванные вызвать у зрителя движение или восхищение. Люди показаны в ситуациях, но режиссёры не умеют передать драматизм ситуации через личность— Хейм, Э. Иллюстративность — враг искусства. Газета Sirp ja Vasar, 3 августа 1962

Считается излишним нагромождение ненужных сцен, отвлекающих зрителя от основной темы и ослабляющих эмоциональное напряжение, например, фашистский самолёт, сбрасывающий бомбу, похороны и погребение, строительство виселицы немецкими солдатами, визит Вихвелина, посиделки за обеденным столом в семье Мадис.— Игнатьева, Н. Пульс творчества. Искусство кино, Москва, № 11, с. 50—53

Психологической драмы в фильме нет. Фильм не удовлетворит взыскательного кинозрителя. В истории Хинта Гризенау — сын военного промышленника, чья фашистская натура убедительно раскрыта. В фильме же эта грань исчезает, и Гризенау — просто ловелас в офицерской форме. Островные жители остаются лишь массовкой, характеры центральных персонажей остаются нераскрытыми.— Раммул, Р. «Ледоход». Газета Õhtuleht, 28 июля 1962

## Награды и премии
- 1963 — Кинофестиваль стран Балтии, Беларуси и Молдовы — Гран-при «Великий янтарь» — Ааду Хинт и Александр Борщаговский: лучший литературный сценарий, Альгимантас Моцкус: лучшая операторская работа; Почётная грамота Министерства культуры Латвийской ССР[1]

## Премьеры
- 16 июля 1962 — Таллин, Эстонская ССР
- 26 февраля 1963 — СССР[1]